# Порядок наследования пармского герцогского престола
Это список претендентов на трон Пармского герцогства, которым правили представители династии Бурбон-Парма с 1748 по 1859 год, когда правящая семья была изгнана из герцогства во время Войны за независимость Италии.

## Таблица претендентов
| Герцог                                            | Портрет | Год рождения | Браки | Год смерти                           |
| ------------------------------------------------- | ------- | --- | --- | ------------------------------------ |
| Роберт I (герцог Пармский) 1859-1907              |         | 9 июля 1848 Флоренция старший сын Карла III, герцога Пармского (1824—1854) и Луизы Марии Терезы Французской (1819—1864) | (1) Принцесса Мария Пиа Бурбон-Сицилийская (1849—1882) 5 апреля 1869 года 12 детей (2) Инфанта Мария Антония Португальская (1862—1959) 15 октября 1884 года 12 детей | 16 ноября 1907 Виареджо 63 года      |
| Энрико Бурбон-Пармский 1907-1939                  |         | 13 июня 1873 Замок Вартегг, Роршах Второй сын Роберта I, герцога Пармского (1859—1907) и его первой жены, принцессы Марии Пии Бурбон-Сицилийской (1849—1882)                                                                | не женат | 16 ноября 1939 Пианоре, Лукка 66 лет |
| Джузеппе Бурбон-Пармский 1939-1950                |         | 30 июня 1875 Биарриц Третий сын Роберта I, герцога Пармского (1859—1907) и его первой жены, принцессы Марии Пии Бурбон-Сицилийской (1849—1882)                                                                              | холост | 7 января 1950 Пианоре, Лукка 75 лет  |
| Элия Бурбон-Пармский 1950-1959                    |         | 23 июля 1880 Биарриц Младший сын Роберта I, герцога Пармского (1859—1907) и его первой жены, принцессы Марии Пии Бурбон-Сицилийской (1849—1882)                                                                             | Эрцгерцогиня Мария Анна Австрийская (1882—1940) 25 мая 1903 Вена 8 детей                                                                                             | 27 июня 1959 Фридберг 79 лет         |
| Роберт (II) Уго Бурбон-Пармский 1959-1974         |         | 7 августа 1909 Вайльбург Второй сын Элии Бурбон-Пармского (1880—1959) и эрцгерцогини Марии Анны Австрийской (1882—1940) | не женат | 25 ноября 1974 Вена 65 лет           |
| Хавьер Бурбон-Пармский 1974-1977                  |         | 25 мая 1889 Виареджо Второй сын Роберта I, герцога Пармского (1859—1907) и его второй жены, инфанты Марии Антонии Португальской (1862—1959)                                                                                 | Мадлен Бурбон-Бюссе (1898—1984) 12 ноября 1927 Линьер 6 детей | 7 мая 1977 Цицерс 87 лет             |
| Карлос (IV) Уго Бурбон-Парма 1977-2010            |         | 8 апреля 1930 Париж Старший сын Хавьера Бурбон-Пармского (1889—1977), карлистского претендента на испанский трон (1936—1975) и титулярного герцога Пармского (1974—1977), и его жены Магдалены де Бурбон-Бюссе (1898—1984). | Принцесса Ирена Нидерландская (род. 1939) 29 апреля 1964 Рим 4 детей                                                                                                 | 18 августа 2010 Барселона 80 лет     |
| Карлос (V) Бурбон-Пармский 2010 — настоящее время | -       | 27 января 1970 Неймеген Старший сын Карлоса (IV) Уго Бурбон-Пармского (1930—2010) и принцессы Ирены Нидерландской (род. 1939)                                                                                               | Аннемари Сесилии Гуатери ван Визель (род. 1970) 12 июня 2010 Вейк-бей-Дюрстеде (гражданский брак) 3 детей                                                            |                                      |

## Порядок наследования
- Роберт I (1848—1907)
  -  Франческо Бурбон-Пармский (1889—1977)
    - Карлос IV Бурбон-Пармский (1930—2010)
      - Карлос V Бурбон-Пармский (род. 1970)
        -  (1) Принц Карлос Бурбон-Пармский (род. 2016)

      -  (2) Принц Хайме Бурбон-Пармский, граф Барди (род. 1972)

    -  (3) Принц Сикст-Генрих Бурбон-Пармский (род. 1940)

  - Феличе Бурбон-Пармский (1893—1970), жена: Шарлотта Люксембургская
    - Жан (великий герцог Люксембурга) (1921—2019)
      - (4) Анри (великий герцог Люксембурга) (род. 1955)
        - (5) Гийом (наследный великий герцог Люксембурга) (род. 1981)
          - (6) Шарль Люксембургский (род. 2020)
          -  (7) Франсуа Люксембургский  (род. 2023)

        - (8) Принц Феликс Люксембургский (род. 1984)
          -  (9) Принц Лиам Нассауский (род. 2016)
          - (10) Принц Бальтазар Нассауский (род. 2024)

        - (11) Принц Луи Люксембургский (род. 1986)
          - (12) Принц Габриэль Нассауский (род. 2006)
          -  (13) Принц Ноа Нассауский (род. 2007)

        -  (14) Принц Себастьян Люксембургский (род. 1992)

      - (15) Принц Жан Люксембургский (род. 1957)
        - (16) Принц Константин Нассауский (род. 1988)
          - (17) Принц Феликс Нассауский (род. 2018)

        - (18) Принц Венцеслав Нассауский (род. 1990)
          - (19) Принц Каликст Нассауский (род. 2022)

        -  (20) Принц Карл-Жан Нассауский (род. 1992)
          -  (21) принц Ксандер Нассауский (род. 2022)

      -  (22) Принц Гийом Люксембургский (род. 1963)
        - (23) Принц Пауль-Луис Нассауский (род. 1998)
        - (24) Принц Леопольд Нассауский (род. 2000)
        -  (25) Принц Жан Нассауский (род. 2004)

    -  Принц Карл Люксембургский (1927—1977)
      -  (26) Принц Роберт Люксембургский (род. 1968)
        - (27) Принц Александр Нассауский (род. 1997)
        -  Принц Фредерик Нассауский (2002—2025)

  - Принц Рене Бурбон-Пармский (1894—1962)
    - Принц Жак Бурбон-Пармский (1922—1964)
      - (28) Принц Филипп Бурбон-Пармский (род. 1949)
        - (29) Принц Жак Бурбон-Пармский (род. 1986)
        - (30) Принц Жозеф Бурбон-Пармский (род. 1989)
          - (31) Принц Артур Бурбон-Пармский (род. 2021)

      -  (32) Принц Алан Бурбон-Пармский (род. 1955)

    -  Принц Мишель Бурбон-Пармский (1926—2018)
      - Принц Эрик Бурбон-Пармский (1953—2021)
        - (33) Принц Мишель Бурбон-Пармский (род. 1989)
        -  (34) Принц Генри Бурбон-Пармский (род. 1991)

      -  (35) Принц Карл Бурбон-Пармский (род. 1961)
        -  (36) Принц Амори Бурбон-Пармский (род. 1991)

  -  Принц Луиджи Бурбон-Пармский (1899—1967)
    - Принц Гай Бурбон-Пармский (1940—1991)
      - (37) Принц Луис Бурбон-Пармский (род. 1966)
        - (38) Принц Гай Бурбон-Пармский (род. 1995)

    - (39) Принц Реми Бурбон-Пармский (род. 1942)
      - (40) Принц Тристан Бурбон-Пармский (род. 1974)

    -  (41) Принц Жан Бурбон-Пармский (род. 1961)
      - (42) Принц Арнауд Бурбон-Пармский (род. 1989)
      - (43) Принц Кристоф Бурбон-Пармский (род. 1991)